# Acclamatio

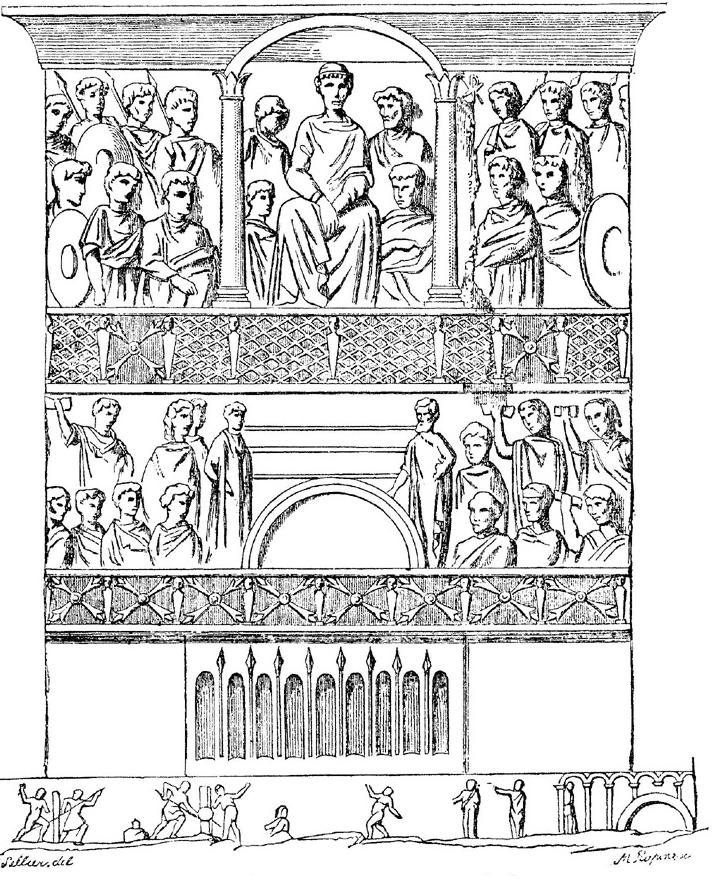
Acclamatio ábrázolása egy I. Theodosius korában készült domborművön

Acclamatio, latinul: felkiáltás. Az ókori Rómában így nevezték a senatus, vagy a  színházban, cirkuszban, népgyűlésen összegyűlt nép tetszésének, illetve nemtetszésének közfelkiáltásokban kifejeződő jeleit, majd a korai császárkorban acclamatióval (közfelkiáltással) választották meg a császár által kijelölt hivatalnokokat a névleges népgyűléseken.